# Університет іноземних мов (Пхеньян)
Університет іноземних мов - це п'ятий університет в Пхеньяні, КНДР, який спеціалізується на лінгводидактиці.

## Історія
Університет був виділений зі складу університету імені Кім Ір Сена в 1964 році. Центральне телеграфне агентство Кореї подає дату його заснування як 1949 рік. Він не має такої високої репутації, як відділ іноземних мов університету імені Кім Ір Сена, який навчає членів політичної еліти. Більшість випускників стають дипломатами або працюють в розвідці.

## Структура
Університет розділений на коледжі для студентів англійської, російської, китайської та японської мов. Так званий «Коледж етнічних мов» пропонує вивчення більш ніж 18 мов, включаючи французьку, іспанську, арабська, тайська, урду, кхмерська, а станом на липень 2007 року також польську й італійську мови

## Відомі студенти  і випускники
- Чарльз Роберт Дженкінс - американський режисер і колишній учитель англійської мови, його дочки Бринда і Міка формально відвідували як студентки.
- Джеймс Дреснок - син американського режисера Джеймса Джозефа Дреснока.